# Provinz Foggia
Die Provinz Foggia (italienisch Provincia di Foggia) ist die größte der fünf italienischen Provinzen der Region Apulien. Hauptstadt ist Foggia.
Flüsse, Berge und das Meer bilden ihre natürlichen Grenzen. Anbauflächen prägen die Landschaft. Sanfte Hügel begrenzen den fruchtbaren Tavoliere, der sich um Foggia erstreckt. Historische Siedlungen aus daunischer, römischer und mittelalterlicher Zeit finden sich häufig. Die zerklüftete Gargano-Küste gilt als die mit Abstand schönste Badeküste der gesamten italienischen Adria. Das Kerngebiet der Provinz, die ehemals Capitanata oder Daunia genannt wurde, bildet der Tavoliere, eine endlose Tiefebene mit sanft ansteigendem Hinterland. Auf dem fruchtbaren Boden wird vor allem Weizen und Mais angebaut. Aus der großen faschistischen Urbarmachungskampagne – der legendären „Weizenschlacht“ – ging der Tavoliere als reines Ackerland hervor; die Weidewirtschaft spielt seitdem eine untergeordnete Rolle.
2004 wurden drei Gemeinden der Provinz abgespalten und der neuen Provinz Barletta-Andria-Trani zugeschlagen. Die Provinz Foggia hat 593.078 Einwohner (Stand 31. Dezember 2023) in 61 Gemeinden auf einer Fläche von 7.175 km².

## Größte Gemeinden
(Einwohnerzahlen Stand 31. Dezember 2023)
| Gemeinde               | Einwohner |
| ---------------------- | --------- |
| Foggia                 | 145.652   |
| Cerignola              | 57.066    |
| Manfredonia            | 53.722    |
| San Severo             | 49.287    |
| Lucera                 | 30.723    |
| San Giovanni Rotondo   | 26.314    |
| Orta Nova              | 16.645    |
| Torremaggiore          | 16.471    |
| San Nicandro Garganico | 13.618    |
| Vieste                 | 13.296    |
| San Marco in Lamis     | 12.469    |
| Apricena               | 12.513    |
| Monte Sant’Angelo      | 11.239    |
| Vico del Gargano       | 7290      |

Lage der Provinz Foggia in der Region Apulien

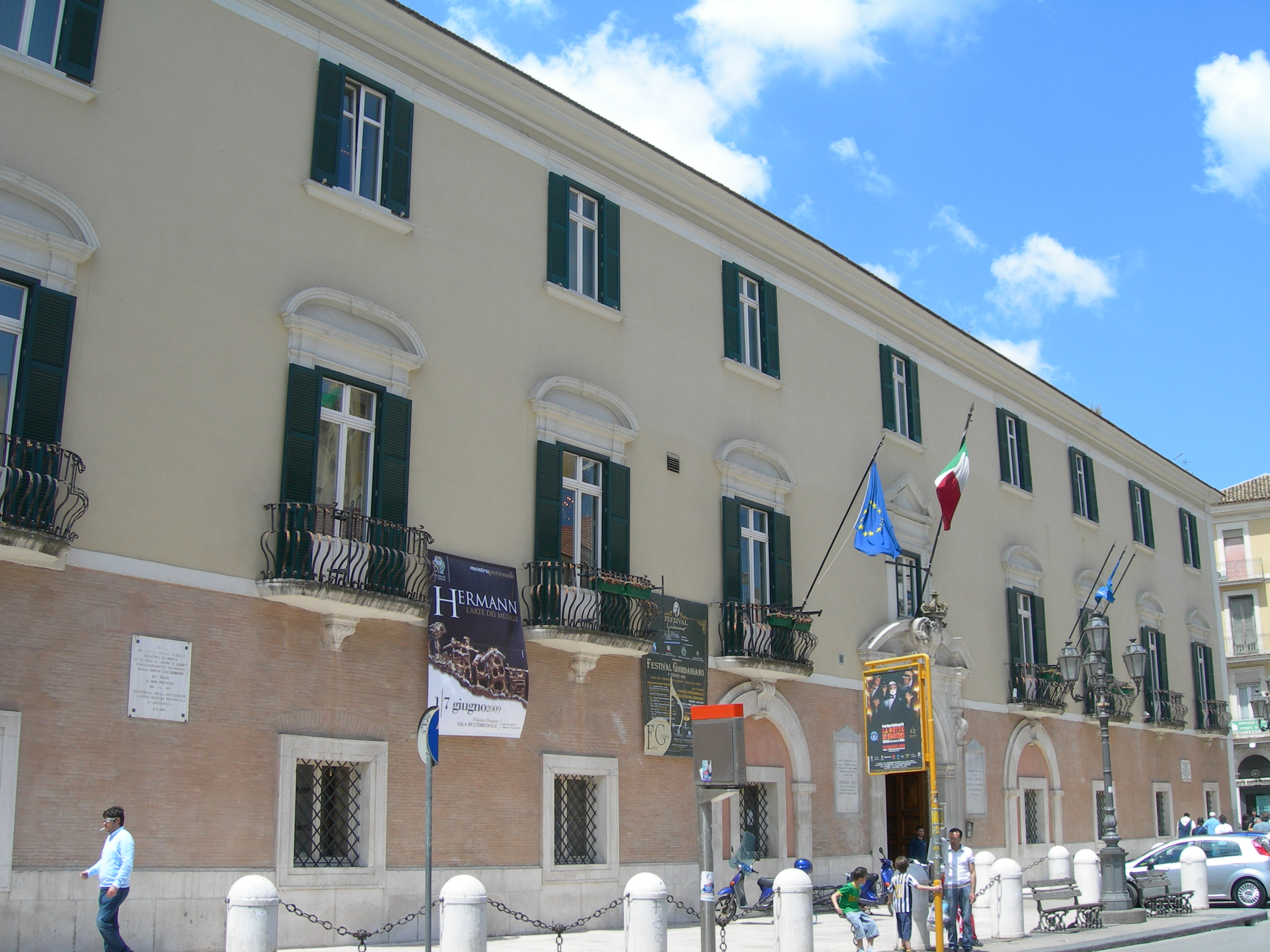
Foggia, Palazzo Dogana, Regierungssitz der Provinz Foggia

Die Liste der Gemeinden in Apulien beinhaltet alle Gemeinden der Provinz mit Einwohnerzahlen.